# Бун (окръг, Кентъки)
Вижте пояснителната страница за други значения на Бун.
Окръг Бун (на английски: Boone County) е окръг в щата Кентъки, Съединени американски щати. Площта му е 666 km², а населението – 112 459 души. Административен център е населеното място Бърлингтън.